# Alfred FitzRoy, 8:e hertig av Grafton
Alfred FitzRoy, 8:e hertig av Grafton, född den 3 mars 1850, död den 10 januari 1930, var en brittisk ädling, son till Augustus Charles Lennox FitzRoy, 7:e hertig av Grafton.
Han gifte sig 1:o 1875 med Margaret Smith (1855-1913). Han gifte sig 2:o 1916 med Susanna Mary McTaggart-Stewart (1878-1961), dotter till Sir Mark John McTaggart-Stewart, 1st Bt.
Lord Alfred gick under titeln earl av Euston 1912-1918.
Han gjorde delvis en militär karriär. Dessutom fungerade han i perioder som fredsdomare för Northamptonshire och Suffolk.

## Barn
- Lady Lillian FitzRoy (1876-1960) , gift med Charles Robertson
- Lady Margaret FitzRoy (1877-1966)
- William FitzRoy, Viscount Ipswich (1884-1918) , gift med Auriol Margaretta Brougham (d. 1938)
- Lady Elfrida FitzRoy (1919-1920)
- Lady Cecilia FitzRoy (1922-1974) , gift med George Anthony Howard, Baron Howard of Henderskelfe (1920-1984)